# Гамес, Хесус
Хесус Гамес Дуарте (исп. Jesús Gámez Duarte; род. 10 апреля 1985, Фуэнхирола, Андалусия) — испанский футболист, защитник.

## Карьера

### Фуэнхирола
Хесус занимался в школе «Фуэнхиролы» из своего родного города с четырёх лет до сезона 1999/2000. В сезоне 1998/99 он был вызван в сборную Малаги на чемпионат Андалусии в своей возрастной категории. Вместе с ним за эту сборную играли его будущие друзья и партнёры по «Малаге B» Алексис, Адор и Перико. На этом чемпионате сборная Малаги заняла второе место, уступив гранадцам.

### «Малага»
В сезоне 2000/01 Хесуса взяли в детскую команду «Малаги», игравшую в детском чемпионате Испании. Легко выиграв квалификацию, команда прошла в основной турнир, заняв третье место.
В период с 2001 по 2003 год Хесус находился в юниорском составе клуба. В сезоне 2002/03 он в составе команды вытграл свою группу юниорского чемпионата Испании, а затем и плей-офф, обыграв в финале «Эспаньол». Кроме Хесуса, там играли Альваро Сильва, Адор и Перико.
Он очень хорошо прогрессировал и через два года пребывания в третьей команде клуба был переведён во вторую. Свои первые матчи за «Малагу B» он провёл уже в сезоне 2003/04, когда онf выиграла Сегунду B. В следующем сезоне он уже был основным игроком, а своей яркой игрой заслужил вызов в сборную Испании (до 23 лет). В сезоне 2005/06 он также играл за «Малагу Б», но не смог спасти её от вылета обратно в Сегунду Б.
Хесус дебютировал за главную команду «Малаги» 27 ноября 2005 года, выйдя на замену в матче с «Хетафе» (2:3). В том сезоне команда вылетела из Примеры. В течение двух следующих сезонов Гамес был незаменимым игроком в команде, сыграв 73 матча, и внёс весомый вклад в возвращение клуба в высшую лигу. Но и в Примере он не затерялся, регулярно появляясь на поле.
Хуанде Рамос в декабре 2011 года пригласил игрока в «Днепр», но Гамес решил до конца отработать свой контракт, который заканчивался в 2014 году.
После покупки клуба арабским шейхом и массы дорогостоящих приобретений Хесус стал реже играть и начал усиленно бороться за место в составе.

### «Атлетико Мадрид»
8 августа 2014 года Хесус пополнил состав «Атлетико Мадрид», подписав с клубом трёхлетний контракт.

## Карьера в сборной
За свою хорошую игру Хесус был вызван в сборную Испании (до 23 лет) на Средиземноморские игры-2005. На турнире он провёл четыре матча и забил два гола, а его сборная выиграла соревнование.

## Достижения
- Победитель Средиземноморских игр: 2005
- Победитель юниорского чемпионата Испании по футболу: 2002/03
- Обладатель Суперкубка Испании: 2014